# Список прем'єр-міністрів Алжиру
У цій статті подано список прем'єр-міністрів Алжиру.
| #    | Фото                                                 | Ім'я                          | Обійняв посаду    | Відставка         | Партія       |
| ---- | ---------------------------------------------------- | ----------------------------- | ----------------- | ----------------- | ------------ |
| 1    |                                                      | Ахмед Бен Белла               | 7. серпня 1962    | 19. червня 1965   | ФНВ          |
| 1    | Примітка: з 20 вересня 1963 року одночасно президент | Ахмед Бен Белла               |                   |                   | ФНВ          |
| 2    |                                                      | Хуарі Бумедьєн                | 19. червня 1965   | 27. грудня 1978   | ФНВ          |
| 2    | Примітка: одночасно президент                        | Хуарі Бумедьєн                |                   |                   | ФНВ          |
| 3    |                                                      | Мохаммед Бен Ахмед Абдельгані | 8. березня 1979   | 22. січня 1984    | ФНВ          |
| 4    |                                                      | Абдельхамід Брахімі           | 22. січня 1984    | 5. листопада 1988 | ФНВ          |
| 5    |                                                      | Касді Мербах                  | 5. листопада 1988 | 11. вересня 1989  | ФНВ          |
| 6    |                                                      | Мулуд Хамруш                  | 11. вересня 1989  | 5. червня 1991    | ФНВ          |
| 7    |                                                      | Сід Ахмед Гозалі              | 6. червня 1991    | 8. липня 1992     | ФНВ          |
| 8    |                                                      | Белаїд Абдессалом             | 19. липня 1992    | 22. серпня 1993   | ФНВ          |
| 9    |                                                      | Реда Малек                    | 23. серпня 1993   | 11. квітня 1994   | безпартійний |
| 10   |                                                      | Мокдад Сіфі                   | 15. квітня 1994   | 31. грудня 1995   | безпартійний |
| 11   |                                                      | Ахмед Уях'я                   | 31. грудня 1995   | 21. лютого 1997   | безпартійний |
| 11   | 21. лютого 1997                                      | Ахмед Уях'я                   | 15. грудня 1998   | НДО               |              |
| 12   |                                                      | Ісмаїл Хамдані                | 15. грудня 1998   | 23. грудня 1999   | безпартійний |
| 13   |                                                      | Ахмед Бенбітур                | 23. грудня 1999   | 27. серпня 2000   | безпартійний |
| 14   |                                                      | Алі Бенфліс                   | 27. серпня 2000   | 5. травня 2003    | ФНВ          |
| (11) |                                                      | Ахмед Уях'я                   | 5. травня 2003    | 24. травня 2006   | НДО          |
| 15   |                                                      | Абдельазіз Белхадем           | 24. травня 2006   | 23. червня 2008   | ФНВ          |
| (11) |                                                      | Ахмед Уях'я                   | 23. червня 2008   | 3. вересня 2012   | НДО          |
| 16   |                                                      | Абдельмалек Селлаль           | 3. вересня 2012   | 13. березня 2014  | безпартійний |
| −    | Youcef Yousfi                                        | Юсеф Юсфі (в.о.)              | 13. березня 2014  | 28. квітня 2014   | безпартійний |
| (16) |                                                      | Абдельмалек Селлаль           | 28. квітня 2014   | 25. травня 2017   | ФНВ          |
| 17   |                                                      | Абдельмаджид Теббун           | 25. травня 2017   | 16. серпня 2017   | ФНВ          |
| (11) |                                                      | Ахмед Уях'я                   | 16. серпня 2017   | 11. березня 2019  | НДО          |
| 18   |                                                      | Нуреддин Бедуї                | 11. березня 2019  | 19. грудня 2019   | безпартійний |
| –    |                                                      | Сабрі Букадум (в.о.)          | 19. грудня 2019   | 28. грудня 2019   | безпартійний |
| 19   |                                                      | Абдельазіз Джерад             | 28 грудня 2019    | 30 червня 2021    | ФНВ          |
| 20   |                                                      | Аймен Бенабдеррахман          | 30 червня 2021    | 11 листопада 2023 | ФНВ          |
| 21   |                                                      | Назір Ларбаві                 | 11 листопада 2023 | чинний            | безпартійний |